# 小行星2818
小行星2818（2818 Juvenalis）是一颗围绕太阳公转的小行星。1960年9月24日，C. J. 万·豪敦、I. 万·豪敦-格勒内费尔德、T. 赫雷爾斯在帕洛马山发现了此天体。
該小行星以古羅馬詩人尤維納利斯命名。
这颗小行星的绝对星等为100.6008985223305等。